# Gaiki (szczyt)
Gaiki (816 m n.p.m.) – szczyt w Grupie Magurki Wilkowickiej w Beskidzie Małym. Znajduje się w głównym grzbiecie pasma pomiędzy szczytami Kopce i Czupel. Na mapie Geoportalu między tymi szczytami jest jeszcze opisany szczyt Groniczki z wysokościa 774 m, ale nie jest to szczyt, lecz załamanie grzbietu.
Góra dawniej nosiła nazwę Hanslik pochodzącą od Tomasza Hanslika – leśniczego z Białej. W roku 1899 wybudowano w pobliżu szczytu wieżę obserwacyjną nazwaną Strażnicą Rudolfa (niem. Rudolfswarte) dla uczczenia Rudolfa Lukasa – ówczesnego burmistrza Białej. Wieża nie przetrwała do czasów obecnych.
W północnym kierunku opada z Gaików grzbiet oddzielający potok Niwka od jednego z dopływów potoku Pisarzówka, z południowych podnóży wypływa źródłowy ciek potoku Straconka. Szczyt znajduje się w wydzielonym obszarze leśnym w granicach wsi Kozy w województwie śląskim, w powiecie bielskim, w gminie Kozy.

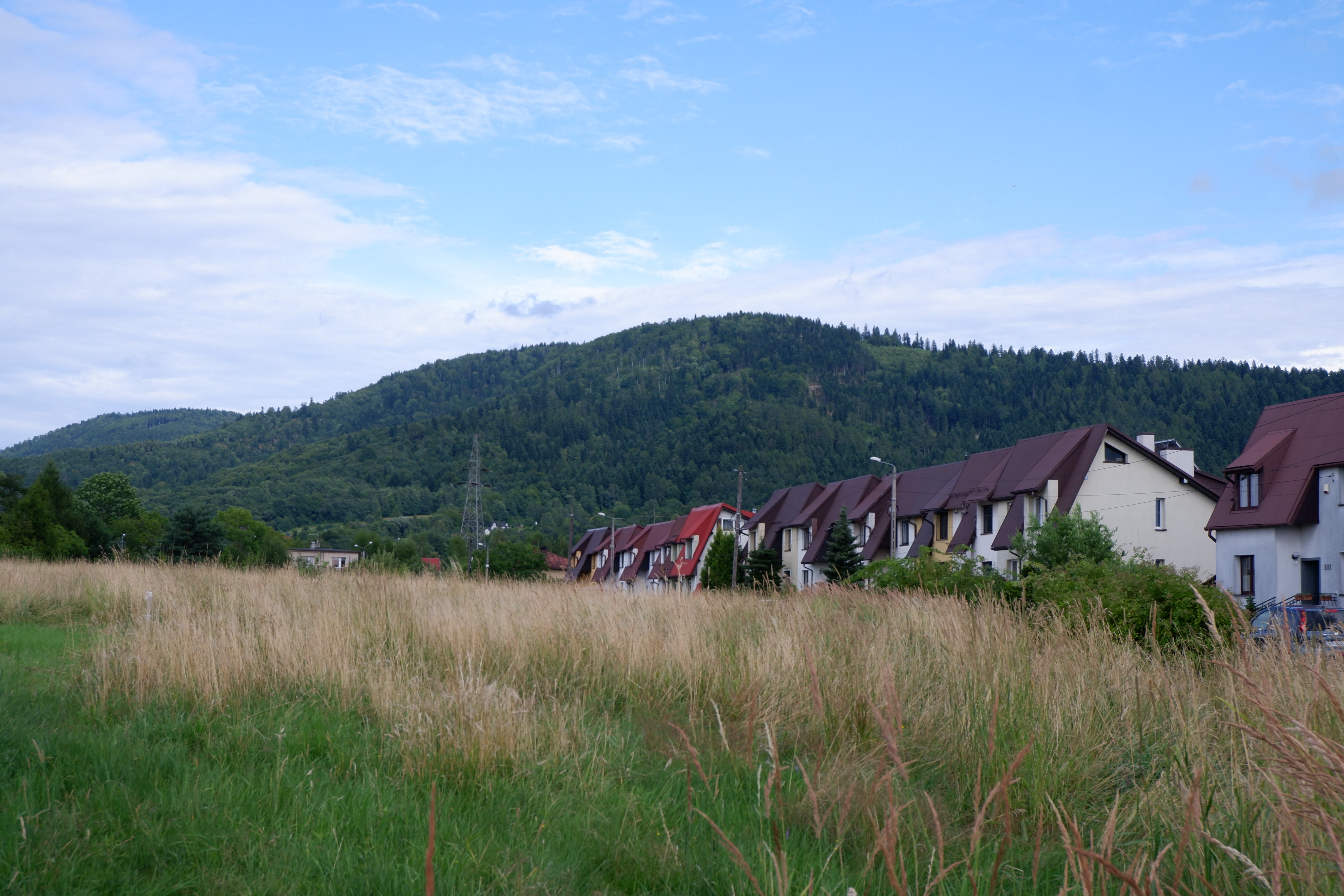
Gaiki i Kopce widziane z Lipnika

## Szlaki turystyczne
Na szczyt prowadzą następujące piesze szlaki turystyczne:
 Mały Szlak Beskidzki na odcinku: Straconka – Czupel – Gaiki – Kopce – Przełęcz u Panienki – Chrobacza Łąka – Bujakowska Góra (Bujakowski Groń) – Zasolnica – Zapora w Porąbce
 Lipnik Kopiec – Gaiki – Przełęcz Przegibek – Magurka Wilkowicka – Czupel – Czernichów
 Międzybrodzie Bialskie – Nowy Świat – Przegib – Gaiki